# Zimiromus rothi
Zimiromus rothi Platnick & Shadab, 1981 è un ragno appartenente alla famiglia Gnaphosidae.

## Etimologia
Il nome della specie è in onore dell'aracnologo statunitense Vincent Daniel Roth (1924-1997) che raccolse gli esemplari di questa specie il 21 gennaio 1980.

## Caratteristiche
L'olotipo femminile rinvenuto ha lunghezza totale è di 5,56mm; la lunghezza del cefalotorace è di 2,09mm; e la larghezza è di 1,66mm.

## Distribuzione
La specie è stata reperita nel Messico meridionale: l'olotipo femminile è stato rinvenuto 38 miglia a sudest di San Cristóbal de Las Casas, appartenente allo stato del Chiapas.

## Tassonomia
Al 2016 non sono note sottospecie e dal 1981 non sono stati esaminati nuovi esemplari.